# Werneria tandyi
Espèce
Synonymes
- Bufo tandyi Amiet, 1972

Statut de conservation UICN

 CR  : 
En danger critique
Werneria tandyi est une espèce d'amphibiens de la famille des Bufonidae.

## Répartition
Cette espèce est endémique des montagnes de l'Ouest du Cameroun. Elle se rencontre :
- sur le mont Manengouba entre 1 300 et 1 750 m d'altitude ;
- dans les monts Rumpi à environ 1 000 m d'altitude.

## Étymologie
Cette espèce est nommée en l'honneur de Robert Mills Tandy.

## Publication originale
- Amiet, 1972 : Description de trois Bufonidés orophiles du Cameroun appartenant au groupe de Bufo preussi Matschie (Amphibiens Anoures). Annales de la Faculté des Sciences du Cameroun, vol. 11, p. 121-140.